# 傅碧輝
傅碧輝（1924年9月6日—2003年10月4日），台灣女電影演員，出生於江西臨川。

## 生平
1924年，傅碧輝生於江西。1941年左右，傅碧輝在景德鎮受到流亡學生街頭表演吸引，《夜之歌》是傅碧輝第一次正式街頭演出。
1947年，傅碧輝來台灣後，在中山堂演出。1961年，傅碧輝與曹健、錢璐、葛香亭、孫越演出王生善執導的《藍與黑》。
傅碧輝其後參加電影演出，包含《養鴨人家》、《秋決》等等，以《秋決》獲得第10屆金馬獎最佳女配角獎。1967年，傅碧輝演出電視劇《大路》後，加入台灣電視公司，演出連續劇。
2003年10月4日，傅碧輝因為胃癌病逝於台北和信醫院。

## 電影
- 1965年《養鴨人家》
- 1969年《小城故事》 飾 賴金水的女兒，阿吉的母親。
- 1970年《萬博追踪》
- 1971年《庭院深深》 飾 柏霈文的母親。
- 1971年《落鷹峽》
- 1972年《秋決》 飾 裴剛的奶奶
- 1974年《一簾幽夢》 飾 汪綠萍、汪紫菱的母親。
- 1976年《月牙兒》
- 1977年《舊鎖》
- 1977年《我是一片雲》
- 1978年《汪洋中的一條船》
- 1979年《古厝夜語

## 電視劇
- 1976年 《周三劇場》

- 1982年 《再愛我一次》飾 淑儀

《海角天涯》飾 方母
- 1983年《秋朝向晚天》飾 莊母

- 2001年 《四十有夢》

## 得獎
- 金馬獎最佳女配角

## 外部連結
- 傅碧輝在互联网电影资料库（IMDb）上的資料（英文）（英文）
- 在AllMovie上傅碧輝的頁面（英文）
- 傅碧輝在香港影庫上的簡介
- 傅碧輝在豆瓣上的资料（简体中文）
- 傅碧輝在时光网上的簡介（简体中文）